# فرگوسن (آیووا)
فرگوسن (به انگلیسی: Ferguson) شهری در ایالت آیووا کشور ایالات متحده آمریکا است که جمعیت آن در سرشماری سال ۲۰۱۰ میلادی، ۱۲۶ نفر بوده‌است.